# Fortuna Sittard
A Fortuna Sittard egy 1968-ban alapított holland labdarúgócsapat, mely Sittard városában található. A 2017–2018-as szezon során a másodosztályban feljutó helyen végeztek és 16 év után ismét első osztályú csapat lettek.

## Játékoskeret

### Jelenlegi keret
2018. augusztus 31-i állapot szerint.
| #  |     | Poszt | Név                                               |
| -- | --- | ----- | ------------------------------------------------- |
| 1  | TUR | K     | Aykut Özer                                        |
| 2  | NED | V     | Clint Essers                                      |
| 3  | NED | V     | Wessel Dammers                                    |
| 4  | NED | V     | Kai Heerings                                      |
| 5  | SVK | V     | Branislav Niňaj                                   |
| 6  | NED | KP    | Jorrit Smeets                                     |
| 7  | POR | CS    | André Vidigal                                     |
| 8  | BEL | KP    | Ahmed El Messaoudi (kölcsönben a KV Mechelen-tól) |
| 9  | USA | CS    | Andrija Novakovich (kölcsönben a Reading-től)     |
| 10 | NED | KP    | Mark Diemers ()                                   |
| 11 | FRA | CS    | Djibril Dianessy                                  |
| 13 | BEL | V     | Marco Ospitalieri                                 |
| 14 | POR | CS    | Lisandro Semedo                                   |
| 17 | BEL | V     | Alessandro Ciranni                                |

| #  |     | Poszt | Név                                     |
| -- | --- | ----- | --------------------------------------- |
| 19 | NED | CS    | Finn Stokkers                           |
| 20 | SEN | KP    | Amadou Ciss                             |
| 21 | HUN | CS    | Dobos Áron                              |
| 22 | SUR | KP    | Gavin Vlijter                           |
| 23 | POR | V     | Mica                                    |
| 24 | NED | KP    | Bo Breukers                             |
| 25 | NED | KP    | Lars Hutten                             |
| 27 | NED | K     | Rowen Koot                              |
| 30 | VEN | V     | Rubén Ramírez                           |
| 32 | AUS | KP    | George Mells                            |
| 34 | ESP | KP    | José Rodríguez (kölcsönben a Mainz-tól) |
| 77 | MDA | K     | Alexei Koșelev                          |
|    | VEN | KP    | José Bandez                             |
|    | GRE | KP    | Lázarosz Lámbru (kölcsönben a PAÓK-tól) |

### Kölcsönben
| # |     | Poszt | Név                                    |
| - | --- | ----- | -------------------------------------- |
|   | NED | KP    | Luc Tinnemans (az RKVV EVV csapatánál) |
|   | SRB | KP    | Lazar Kojić (az OFK Bačka csapatánál)  |
|   | MTQ | KP    | Mickaël Malsa (az Albacete csapatánál) |

## Sikerei
- Eerste Divisie
  - Bajnok (4): 1958-59, 1963–64, 1965–66, 1994–95

- Holland labdarúgókupa
  - Győztes (2): 1956–57, 1963–64

## További hivatkozások
- Hivatalos honlap